# Potentilla argyrophylla
Potentilla argyrophylla är en rosväxtart som beskrevs av Nathaniel Wallich. Potentilla argyrophylla ingår i Fingerörtssläktet som ingår i familjen rosväxter. Inga underarter finns listade i Catalogue of Life.